# Euterpinidae
Euterpinidae é uma família de crustáceos da ordem Harpacticoida.